# Bodbyn
Bodbyn is een plaats in de gemeente Umeå in het landschap Västerbotten en de provincie Västerbottens län in Zweden. De plaats heeft 173 inwoners (2005) en een oppervlakte van 20 hectare. De plaats ligt 23 kilometer ten noorden van de stad Umeå. Langs Bodbyn stroomt de rivier de Täfteån.